# 風中奇緣2：倫敦之旅
《風中奇緣2：倫敦之旅》（英語：Pocahontas II: Journey to a New World）是一部由美國迪士尼卡通工作室製作、於1998年8月4日由华特迪士尼家庭娱乐以錄影帶首映方式發行的動畫電影。它是1995年的電影《風中奇緣》續集。
這部電影的靈感來自於寶嘉康蒂的真實生活數年後，她再次遇到詹姆斯鎮的創建人約翰·史密斯。在最初的電影裡，是她與約翰·史密斯倆人為主的浪漫史，但這部電影是以現實的她遠嫁與英國的丈夫約翰·羅爾夫為主倆人的浪漫史。
這部電影幾乎使用的最初電影的原班人馬，除了配約翰·史密斯上尉的聲音改由唐納爾·吉勃遜，他是最初電影配約翰·史密斯的梅爾·吉勃遜的弟弟。這部電影的雙碟版DVD已經分別由中錄德加拉、博偉在中國大陸以及台灣發行。電影發行後的口碑慘澹，評論家普遍批評編劇與史實事件相悖、故事雜亂拖泥帶水和消耗前作特許經營權。

## 劇情
在某個夜晚，約翰·史密斯上尉遭到叛國的罪名要被王家士兵逮捕，在他掙脫逃亡時遇到讓他背上莫須有罪名的約翰·雷特克里夫總督，爭鬥中他讓史密斯掉到河川裡，生死不明。事後雷特克里夫騙詹姆斯國王說，史密斯已經死了，但他為了避免自己的罪刑帶給他懲罰，他對國王說著印第安人的壞話並要求國王答應攻打包華頓民族。但另一方面為了避免戰爭，國王請了一位年輕外交官約翰·羅爾夫到新世界去，並從那裡帶印第安的包華頓酋長到英格蘭來。在新世界中，寶嘉康蒂哀悼約翰·史密斯的死亡，並在之後決心拋棄過去繼續往前。約翰·羅爾夫即將到來，放眼望去是英國百姓（現在已經在詹姆斯鎮定居）和好奇的寶嘉康蒂。在之後寶嘉康蒂遇到一個偏執的水手事件後，寶嘉康蒂與羅爾夫相遇，但寶嘉康蒂對於他的處理方式不滿，而羅爾夫也不喜歡寶嘉康蒂處事精神。
羅爾夫後來聽到兩個女人說寶嘉康蒂絕對不會允許戰爭發生，讓他誤以為寶嘉康蒂是包華頓酋長的名字。在這個夜晚，族裡正在舉行宴會，羅爾夫就帶著一匹作為禮物的馬闖入，說是獻給「偉大的寶嘉康蒂」。結果包華頓酋長呼喚自己的女兒寶嘉康蒂出來，這讓羅爾夫十分尷尬。羅爾夫和包華頓酋長商議後，酋長不願意渡海到英格蘭去，但為了避免戰爭，還有其他族人的猜疑和關心，寶嘉康蒂決定自告奮勇前往。在那晚稍後，寶嘉康蒂前來詢問柳樹婆婆，柳樹婆婆告訴她，「要用心聽自己內心的聲音」，但為一堆事情煩惱的寶嘉康蒂卻聽不見自己內心的聲音，讓她感到苦惱。隔天，寶嘉康蒂在袋子裡發現想偷渡過去的米糕、珀西和菲莉特，並把牠們留下來。寶嘉康蒂之後和好友妮可曼還有族裡的人道別，另一方面酋長不放心寶嘉康蒂，並請了一個貼身保鑣（烏塔瑪托瑪金）來保護她。當船在航行途中，寶嘉康蒂的動物朋友米糕、珀西和菲莉特這些偷渡者被船長和水手發現，他們想要寶嘉康蒂淪為偷渡者的待遇時，羅爾夫出手救了她，讓他們這群人無話可說。
在抵達英格蘭後，寶嘉康蒂對這驚奇的「新世界」充滿好奇。但是在雷特克里夫看到羅爾夫只有帶寶嘉康蒂一個人來英格蘭後，當眾輕視寶嘉康蒂並說她是個「卑微的女人」，而不是一個酋長，還有把詹姆斯國王的親手宣言給羅爾夫看，上面說著如果不是讓國王滿意的包華頓大使那艦隊將出航。不久之後，羅爾夫帶著寶嘉康蒂和烏塔瑪托瑪金到他住在倫敦郊區的莊園裡，詹金斯夫人很高興得出來迎接他們，並幫他們泡茶。當羅爾夫要去謁見國王時，寶嘉康蒂打算立刻前往，但詹金斯夫人拉住寶嘉康蒂，並告訴她說，約翰（羅爾夫）會解決問題，要她別擔心。當羅爾夫見到國王時，他說他雖然沒有帶包華頓酋長回來，但是希望國王能夠見見酋長的女兒寶嘉康蒂，說她是位有教養的公主。在一旁的雷特克里夫卻向國王建議讓寶嘉康蒂參加「狩獵舞會」，並說如果寶嘉康蒂能給國王留下「有教養的」深刻印象，那攻打的艦隊將不會出發，聽到這建議後國王答應了此事，可是卻讓羅爾夫非常的厭惡。
羅爾夫對於雷特克里夫的計畫相當可疑，但是寶嘉康蒂為了要給詹姆斯國王留下好印象，寶嘉康蒂穿上塑腰、鯨骨圈、高跟鞋還有黃色舞裙，最後在臉上擦上白粉。羅爾夫還教導她如何跳舞，還有當地的禮儀，並給她戴上一串他家祖傳的項鍊，這讓寶嘉康蒂把母親的那條項鍊拿掉換上。她在受邀之日去王宮奉承國王還有王后使他們高興。但是雷特克里夫為了使寶嘉康蒂難堪，故意在現場折磨一隻熊，讓寶嘉康蒂無法袖手旁觀，並立刻前去阻止，然後對著嘲笑這可憐熊的貴族和國王說他們是野蠻人。詹姆斯被保護熊的寶嘉康蒂激怒，憤怒之下把寶嘉康蒂和烏塔瑪托瑪金關到倫敦塔去。不久後某酒館的客人聽說國王聽了雷特克里夫的建議，下令要斬首寶嘉康蒂他們，而當時在酒館喝酒的一位客人聽到此事，在黑夜中騎馬離開了。另一方面羅爾夫希望帶來和平卻失敗，就在苦惱的時候，一位穿著連衣帽兜的男人與他接觸，他和那陌生人一起到倫敦塔去救出寶嘉康蒂和烏塔瑪托瑪金，當他們逃亡來到森林裡的小木屋裡，陌生人顯露他的真面目實為約翰·史密斯。他告訴寶嘉康蒂他有多麼想他，可是卻無法表達，然而羅爾夫和史密斯為了試圖阻止雷特克里夫的艦隊出航而吵了起來時，寶嘉康蒂離開跑到森林裡去聽自己內心的聲音，看到這舉動的史密斯想去追寶嘉康蒂，但卻被羅爾夫阻止，這舉動讓史密斯知道羅爾夫已經愛上了她。
寶嘉康蒂在森林裡，想起了她的好友妮可曼說的話，並用河水洗掉臉上的白粉，並在此時聽到自己她內心的聲音，也知道該怎麼做了。她不久後來到國王和王后面前，試圖說服他們，告訴在場的各位事實的真相。後來當約翰·史密斯出現在國王面前，讓詹姆斯國王明白了到雷特克里夫說史密斯的死還有在維吉尼亞州的黃金的事情，全都是雷特克里夫的謊言。由於雷特克里夫已經先行出動艦隊，寶嘉康蒂、烏塔瑪托瑪金、史密斯和羅爾夫他們就前去阻止艦隊出發。他們把船上的水手打敗丟到水裡，然後把船隻撞毀，在史密斯擊退雷特克里夫的劍後。雷特克里夫暗中掏出一把槍，想要殺了史密斯，但卻被羅爾夫和寶嘉康蒂阻止了他。雷特克里夫狼狽地爬上岸，卻被在岸上等待著的詹姆斯國王下令逮捕。
寶嘉康蒂告訴羅爾夫她要回去了（烏塔瑪托瑪金選擇要留在這裡），正當他們裡個彼此相愛要說出自己的心意時。史密斯打斷了他們倆，他告訴寶嘉康蒂說國王給他船隻，希望她能和他一起到世界上去旅行。羅爾夫看到此情況，很沮喪地離開那裡。寶嘉康蒂告訴史密斯他們倆在一起的日子已經過去了，是時候該分道揚鑣了。史密斯希望她好，並最後一次吻了她的手，然而離開。令人感傷的是，羅爾夫已經離開了。在離開之日，詹金斯夫人來到港口送寶嘉康蒂，並和她道別。正當船離開港口時，寶嘉康蒂很訝異羅爾夫出現在船上，寶嘉康蒂很高興的懷抱在他的懷裡。寶嘉康蒂就問他對國王的責任該怎麼辦，但是羅爾夫卻說在他內心深處也有一份責任，並將來有機會再回倫敦。烏塔瑪托瑪金在目送寶嘉康蒂和羅爾夫後，就和詹金斯夫人走了。最後寶嘉康蒂和羅爾夫在當船隻航行到夕陽下時深深的一吻後，故事結束。

## 配音員
| 配音                        | 配音                | 配音                | 角色                                                    |
| 英語                        | 國語                | 粵語                | 角色                                                    |
| --------------------------- | ------------------- | ------------------- | ------------------------------------------------------- |
| 艾琳·貝達德 朱迪·庫恩（唱） | 林芳雪 施彩雲（唱） | 劉雅麗 曹潔敏（唱） | 寶嘉康蒂（Pocahontas）                                  |
| 比利·贊恩                   | 康殿宏              | 關信培              | 約翰·羅爾夫；台譯為罗强恩（John Rolfe）                 |
| 道內爾·吉布森               | 趙明哲              | 高翰文              | 約翰·史密斯上尉；台譯為莊邁斯上尉（Captain John Smith） |
| 大衛·奧根·史蒂爾斯          | 雷威遠              | 周志輝              | 雷利夫（Governor Ratcliffe）                            |
| 約翰·凱瑟爾                 | 使用原音            | 使用原音            | 米高（Meeko）                                           |
| 羅素·敏斯                   | 佟紹宗              | 葉振邦              | 包華頓酋長（Chief Powhatan）                            |
| 法蘭克·華爾克               | 使用原音            | 使用原音            | 菲利特（Flit）                                          |
| 琳达·亨特                   | 崔幗夫              | 許芬                | 柳樹婆婆（Grandmother Willow）                          |
| 丹尼·曼                     | 使用原音            | 使用原音            | 波斯（Percy）                                           |
| 蜜雪兒·聖·詹姆士            | 鄭仁麗              | 郭碧珍              | 妮可曼（Nakoma）                                        |
| 吉姆·康明斯                 | 胡立成              | 甄錦華              | 詹姆士國王（King James）                                |
| 芬諾拉·休格斯               | 王彬                | 陳安瑩              | 安妮王后（Queen Anne）                                  |
| 珍·史塔波頓                 | 陳季霞 李寶琦（唱） | 陳麗卿              | 詹金斯夫人（Mrs. Jenkins）                              |
| 布拉德·加雷特               | 使用原音            | 使用原音            | 烏塔瑪托瑪金（Uttamatomakkin）                          |

## 故事裡出現在王宮的貴族
- 愛丁堡公爵（The Duke of Edinburgh）
- 葛雷夫人（Lady Grey）
- 湯瑪斯·艾勒里爵士（Sir Thomas Ellery）
- 雷蒙勳爵與泰瑞莎夫人（Lord Raymond and Lady Theresa）
- 艾克賽斯伯爵（The Earl of Essex）
- 白金漢公爵與白金漢公爵夫人（The Duke of Buckingham and Lady Buckingham）

## 比較寶嘉康蒂現實生活的事件
寶嘉康蒂到英格蘭旅行是在1616年，然而她在旅程的時候她已經受洗了教名麗貝卡（Rebecca）。此外，她那個時候已經嫁給約翰·羅爾夫，更成為他兒子湯瑪斯（Thomas）的母親。她在羅爾夫的陪同下一起到英格蘭旅行，其中有她兒子、烏塔瑪托瑪金和一位美國原住民婦女跟隨。在影片中她似乎在英格蘭停留一或二個星期之久，事實上她停留在英格蘭直到她於1617年3月死亡。約翰·羅爾夫確實非常愛她，在他寫的信中有所描述，但是他不知道寶嘉康蒂是否也愛著他，或著在她的眼中他們的婚姻只是政治聯姻。在返航的途中，寶嘉康蒂因為病的太嚴重，因此他們的返航無法繼續，不久她很快就死了，死後她被葬在泰晤士河的格雷夫森德 (肯特郡)。她的兒子湯瑪斯，雖然也生病了但卻活了下來，當他的父親去維吉尼亞時他留在倫敦。羅爾夫死前他再一次見到他的兒子。
在現實生活中，雷特克里夫死於1609年，在寶嘉康蒂來到英格蘭前3年。她也在停留時遇到約翰·史密斯，她父親已制定的人際關係，因為他的背叛，讓她對他感到很生氣。
在這「倫敦的一天」片段中，一個個人物出現，來襯托出現了一個大人物威廉·莎士比亞（William Shakespeare）。但現實中，莎士比亞死於1616年4月23日，在寶嘉康蒂抵達倫敦的1616年6月12日的前兩個月。這部電影，莎士比亞被描繪得到靈感「生存還是毀滅」，但是他的戲曲哈姆雷特早在寶嘉康蒂來到英格蘭前就已經完成。

## 外部連結
- 大卡通資料庫上《風中奇緣2：倫敦之旅》的資料（英文）

- AllMovie上《風中奇緣2：倫敦之旅》的资料（英文）
- 互联网电影数据库（IMDb）上《風中奇緣2：倫敦之旅》的资料（英文）
- 豆瓣电影上《風中奇緣2：倫敦之旅》的資料 （简体中文）
- 爛番茄上《風中奇緣2：倫敦之旅》的資料（英文）
- Review by David Keyes （页面存档备份，存于） at Cinemaphile.org